# Blier (Érezée)
Pour les articles homonymes, voir Blier.
Blier (prononciation : Blir) est un hameau de l'Ardenne belge, en bordure de l'Aisne. Il fait administrativement partie de la commune d'Érezée située en province de Luxembourg. Avant la fusion des communes de 1977, Blier faisait partie de la commune d'Amonines.

## Situation
Ce hameau ardennais se trouve sur la rive gauche de l'Aisne à 1 km en amont du Pont d'Érezée et à 2 km en aval d'Amonines.

## Description et activités
Un ensemble ferme et château se trouve sur une colline dominant le hameau. Le château de Blier est cité dès le XVIe siècle. D'importantes transformations y ont été entreprises au XIXe siècle et au XXe siècle. Il fait actuellement fonction de résidence hôtelière tandis que la ferme a gardé sa vocation agricole.
Un important camping s'étend au bord de l'Aisne où plusieurs étangs ont été aménagés.
Le tramway touristique de l'Aisne suit le cours de cette rivière tout en restant sur la rive droite.